# نزلة مكين
قرية نزلة مكين هي إحدى القرى التابعة لمركز أبو قرقاص بمحافظة المنيا في جمهورية مصر العربية. حسب إحصاءات سنة 2006، بلغ إجمالي السكان في نزلة مكين 3778 نسمة، منهم 1971 رجلا و1807 امرأة.